# Regionalwahl in Sizilien 2001
Die Regionalwahl in Sizilien 2001 fand am 24. Juni statt; die Assemblea Regionale Siciliana und der Präsident der Region wurden gleichzeitig gewählt.

## Wahlergebnis
| Kandidaten                           | Kandidaten               | Stimmen   | %    | Listen                  | Stimmen   | %    | Mandate |
| ------------------------------------ | ------------------------ | --------- | ---- | ----------------------- | --------- | ---- | ------- |
|                                      | Salvatore Cuffarogewählt | 1.563.833 | 59,2 | Forza Italia            | 625.164   | 25,1 | 19      |
| Alleanza Nazionale                   | Salvatore Cuffarogewählt | 1.563.833 | 59,2 | 280.180                 | 11,2      | 8    |         |
| Centro Cristiano Democratico         | Salvatore Cuffarogewählt | 1.563.833 | 59,2 | 222.749                 | 8,9       | 6    |         |
| Cristiani Democratici Uniti          | Salvatore Cuffarogewählt | 1.563.833 | 59,2 | 214.014                 | 8,6       | 6    |         |
| Nuova Sicilia                        | Salvatore Cuffarogewählt | 1.563.833 | 59,2 | 101.356                 | 4,1       | 3    |         |
| Nuovo PSI                            | Salvatore Cuffarogewählt | 1.563.833 | 59,2 | 69.226                  | 2,8       | 2    |         |
| Biancofiore (CCD – CDU)              | Salvatore Cuffarogewählt | 1.563.833 | 59,2 | 53.782                  | 2,2       | 1    |         |
| Liberalsocialisti                    | Salvatore Cuffarogewählt | 1.563.833 | 59,2 | 24.229                  | 1,0       | 1    |         |
| Partito Repubblicano Italiano        | Salvatore Cuffarogewählt | 1.563.833 | 59,2 | 23.637                  | 0,9       | 1    |         |
| Movimento Sociale Fiamma Tricolore   | Salvatore Cuffarogewählt | 1.563.833 | 59,2 | 9.182                   | 0,4       | –    |         |
| Mandate der Listengruppe             | Salvatore Cuffarogewählt | 1.563.833 | 59,2 | –                       | –         | 9    |         |
| ↳ Gesamt                             | Salvatore Cuffarogewählt | 1.563.833 | 59,2 | 1.623.519               | 65,1      | 56   |         |
|                                      | Leoluca Orlando          | 964.811   | 36,5 | Democratici di Sinistra | 253.056   | 10,2 | 10      |
| Democrazia è Libertà – La Margherita | Leoluca Orlando          | 964.811   | 36,5 | 198.327                 | 8,0       | 8    |         |
| La Margherita per la Sicilia         | Leoluca Orlando          | 964.811   | 36,5 | 107.252                 | 4,3       | 4    |         |
| Partito della Rifondazione Comunista | Leoluca Orlando          | 964.811   | 36,5 | 61.103                  | 2,5       | 3    |         |
| Socialisti Democratici Italiani      | Leoluca Orlando          | 964.811   | 36,5 | 47.351                  | 1,9       | 1    |         |
| Partito dei Comunisti Italiani       | Leoluca Orlando          | 964.811   | 36,5 | 30.459                  | 1,2       | 1    |         |
| Primavera Siciliana                  | Leoluca Orlando          | 964.811   | 36,5 | 29.593                  | 1,2       | 1    |         |
| Italia dei Valori                    | Leoluca Orlando          | 964.811   | 36,5 | 26.056                  | 1,0       | 1    |         |
| Noi Siciliani                        | Leoluca Orlando          | 964.811   | 36,5 | 2.366                   | 0,1       | –    |         |
| Nicht gewählte Direktkandidat        | Leoluca Orlando          | 964.811   | 36,5 | –                       | –         | 1    |         |
| ↳ Gesamt                             | Leoluca Orlando          | 964.811   | 36,5 | 755.563                 | 30,3      | 30   |         |
|                                      | Sergio D’Antoni          | 114.136   | 4,3  | Democrazia Europea      | 113.472   | 4,6  | 4       |
| Gesamt                               | Gesamt                   | 2.642.780 | 100  |                         | 2.492.554 | 100  | 90      |